# Neobisium hiberum
Neobisium hiberum är en spindeldjursart som beskrevs av Beier 1931. Neobisium hiberum ingår i släktet Neobisium och familjen helplåtklokrypare. Inga underarter finns listade i Catalogue of Life.